# Trung Papua
Tỉnh Trung Papua (tiếng Indonesia: Provinsi Papua Tengah) là một tỉnh của Indonesia nằm tại vùng Tây New Guinea. Tỉnh được thành lập chính thức vào ngày 11 tháng 11 năm 2022 từ tám huyện từng thuộc tỉnh Papua. Trung Papua có diện tích 66.130,49 km2 và dân số ước tính đạt 1.409.000 người vào giữa năm 2021. Trung Papua tiếp giáp với tỉnh Tây Papua ở phía tây, Papua ở phía bắc, và Cao nguyên Papua và Nam Papua ở phía đông. Thủ phủ được xác định là Nabire, đây là thị trấn lớn thứ hai trong tỉnh (sau Timika).
Ranh giới của tỉnh gần như đi theo vùng văn hóa Mee Pago và một phần của Saireri.

## Lịch sử
Sau khi dự luật thành lập tỉnh được thông qua vào ngày 30 tháng 6 năm 2022, tranh cãi liên quan đến thủ phủ của tỉnh mới đã dẫn đến các cuộc biểu tình lớn tại Timika. Cư dân của thị trấn lập luận rằng thủ phủ của tỉnh nên ở Timika thay vì Nabire, do những đóng góp của Timika cho nền kinh tế của tỉnh nhờ hiện diện của công ty khai mỏ Freeport-McMoRan trong huyện của họ. Những người biểu tình cũng lập luận rằng nỗ lực của người dân địa phương trong 20 năm qua nhằm hỗ trợ thành lập tỉnh Trung Papua luôn muốn lấy Timika làm thủ phủ chứ không phải Nabire. Những người biểu tình cũng đe dọa dùng vũ lực để đóng cửa mỏ Freeport nếu yêu cầu trở thành thủ phủ tỉnh mới của họ không được lắng nghe. Tuy nhiên, quan điểm ủng hộ Nabire lập luận rằng Nabire phù hợp hơn với tư cách là thủ phủ vì thị trấn không có sự can thiệp từ công ty khai mỏ vào sự phát triển và thực tế là Nabire có tỷ lệ người Papua bản địa trong dân số cao hơn so với Timika. Hơn nữa, sáu trong số tám huyện của khu vực, là Nabire, Dogiyai, Deiyai, Paniai, Intan Jaya và Puncak Jaya ưa chuộng Nabire là thủ phủ hơn vì giao thông thuận lợi hơn. Xung đột xã hội giữa cư dân Nabire và Timika liên quan đến vị thế thủ phủ mới của tỉnh được Linh mục Dora Balubun, đại diện của công nghị khu vực GKI Papua, mô tả là tác dụng phụ nguy hiểm của việc thành lập tỉnh mới. Để ủng hộ việc thành lập tỉnh mới, bộ tộc Wate giao cho chính phủ 75 ha đất để xây dựng các tòa nhà chính phủ.

## Nhân khẩu

### Dân tộc
Nabire là nơi sinh sống của các bộ tộc ven biển thuộc lãnh thổ phong tục Saireri, bao gồm người Yaur, Wate, Mora, Umari, Napan và Yerisiam, cũng như các bộ tộc ở khu vực miền núi được nhóm trong lãnh thổ phong tục Mee Pago, cụ thể là Mee và Auye. Phần trung tâm của Trung Papua là dãy núi Jayawijaya, đây là nơi sinh sống của các bộ tộc như người Mee, Moni, Amungme và họ vẫn duy trì sinh hoạt truyền thống. Phần phía nam của Trung Papua là huyện Mimika thuộc dạng đất đầm lầy và phần lớn là nơi sinh sống của người Kamoro.

### Tôn giáo
Tôn giáo tại Trung Papua (2022)

## Chính trị

### Hành chính
Khu vực hiện nay là Trung Papua ban đầu bao gồm bốn huyện - Mimika, Nabire, Paniai và Puncak Jaya. Hai huyện mới được thành lập vào ngày 4 tháng 1 năm 2008 - Dogiyai từ một phần của Nabire, và Puncak từ một phần của Puncak Jaya. Hai huyện khác được thành lập vào ngày 29 tháng 10 năm 2008 - Deiyai và Intan Jaya, cả hai đều từng là một phần của Paniai. Tỉnh mới bao gồm tám huyện (và không có thành phố hành chính), được liệt kê dưới đây với các diện tích và dân số của chúng theo Điều tra dân số năm 2020 và theo ước tính chính thức vào giữa năm 2021. Bảng này cũng bao gồm các thủ phủ của huyện và danh sách các kecamatan trong mỗi huyện.
| Huyện     | Huyện       | Thủ phủ   | Khu | Diện tích in km2 | Dân số điều tra 2020 | Dân số ước tính 2021 | HDI (2020)         |
| --------- | ----------- | --------- | --- | ---------------- | -------------------- | -------------------- | ------------------ |
| 1         | Deiyai      | Waghete   | Bowobado, Kapiraya, Tigi (Waghete), Tigi Barat, Tigi Timur | 1.012,67         | 99.091               | 100.466              | 0,495 (thấp)       |
| 2         | Dogiyai     | Kigamani  | Dogiyai, Kamu (Kigimani), Kamu Selatan, Kamu Timur, Kamu Utara, Mapia, Mapia Barat, Mapia Tengah, Piyaiye, Sukikai Selatan | 7.052,92         | 116.206              | 117.808              | 0,548 (thấp)       |
| 3         | Intan Jaya  | Sugapa    | Agisiga, Biandoga, Hitadipa, Homeyo, Sugapa, Tomosiga, Ugimba, Wandai | 3.922,02         | 135.043              | 136.916              | 0,478 (thấp)       |
| 4         | Mimika      | Timika    | Agimuga, Alama, Amar, Hoya, Iwaka, Jila, Jita, Kuala Kencana, Kwamki Narama, Mimika Barat, Mimika Barat Jauh, Mimika Barat Tengah, Mimika Baru (Timika), Mimika Tengah, Mimika Timur, Mimika Timur Jauh, Tembagapura, Wania                  | 21.693,51        | 311.969              | 316.295              | 0,742 (cao)        |
| 5         | Nabire      | Nabire    | Dipa, Makimi, Menou, Moora, Nabire, Nabire Barat, Napan, Siriwo, Teluk Kimi, Teluk Umar, Uwapa, Wanggar, Wapoga, Yaro, Yaur | 12.010,65        | 169.136              | 170.914              | 0,688 (trung bình) |
| 6         | Paniai      | Enarotali | Aradide, Aweida, Baya Biru, Bibida, Bogabaida, Deiyai Miyo, Dogomo, Dumadama, Ekadide, Kebo, Muye, Nakama, Paniai Barat, Paniai Timur (Enarotali), Pugo Dagi, Siriwo, Teluk Deya, Topiyai, Wegee Bino, Wegee Muka, Yagai, Yatamo, Youtadi    | 6.525,25         | 220.410              | 223.467              | 0,563 (trung bình) |
| 7         | Puncak      | Ilaga     | Agandugume, Amungkalpia, Beoga, Beoga Barat, Beoga Timur, Bina, Dervos, Doufo, Erelmakawia, Gome, Gome Utara, Ilaga, Ilaga Utara, Kembru, Lambewi, Mabugi, Mage'abume, Ogamanim, Omukia, Oneri, Pogoma, Sinak, Sinak Barat, Wangbe, Yugumuak | 7.396,47         | 114.741              | 115.474              | 0,430 (thấp)       |
| 8         | Puncak Jaya | Mulia     | Dagai, Dokome, Fawi, Gubume, Gurage, Ilamburawi, Ilu, Irimuli, Kalome, Kiyage, Lumo, Mewoluk, Molanikime, Muara, Mulia, Nioga, Nume, Pagaleme, Taganombak, Tingginambut, Torere, Waegi, Wanwi, Yambi, Yamo, Yamoneri                         | 6.515,00         | 224.527              | 227.641              | 0,484 (thấp)       |
| Tổng cộng | Tổng cộng   | Tổng cộng | Tổng cộng | 66.130,49        | 1.391.123            | 1.408.981            |                    |